# Saint-Laurent (metrostation)
Saint-Laurent is een metrostation in het stadsdeel Ville-Marie van de Canadese stad Montréal. Het station werd geopend op 14 oktober 1966 en wordt bediend door de groene lijn van de metro van Montréal.
Het metrostation ligt aan de Boulevard Saint-Laurent, ook Main Street genoemd.
- Library of Congress Control Number: n80080336
- Virtual International Authority File: 158194068